# Whitestreet Green

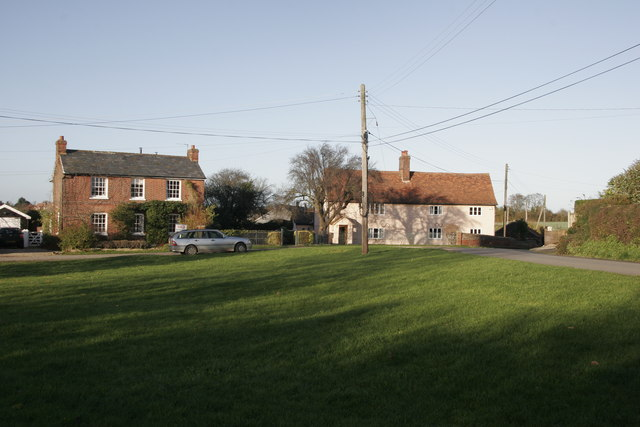
Whitestreet Green

Whitestreet Green är en by (hamlet) i Suffolk, England. Den har 4 kulturmärkta byggnader, inklusive Green Farmhouse, Old Bakers, The Cottage 16, och 4, Boxford.